# Bulbinella latifolia
Bulbinella latifolia är en grästrädsväxtart som beskrevs av Carl Sigismund Kunth. Bulbinella latifolia ingår i släktet Bulbinella och familjen grästrädsväxter.

## Underarter
Arten delas in i följande underarter:
- B. l. denticulata
- B. l. doleritica
- B. l. latifolia
- B. l. toximontana